# سیرش اکسیژن (پزشکی)

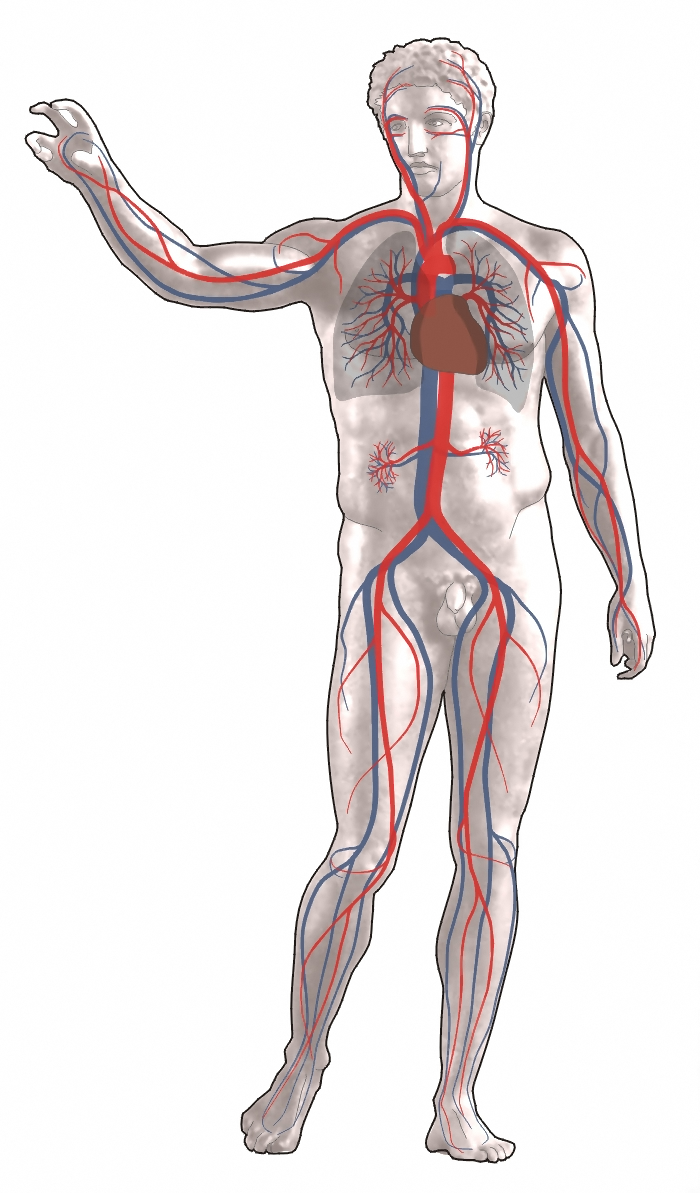
گردش خون: قرمز = اکسیژن‌دار (سرخرگ‌ها)، آبی = فاقد اکسیژن (سیاهرگ‌ها)

سیرش اکسیژن (انگلیسی: Oxygen saturation) یا اشباع اکسیژن کسری از هموگلوبین اشباع شده با اکسیژن نسبت به هموگلوبین کل (غیراشباع + اشباع) در خون است. بدن انسان به تعادل بسیار دقیق و مشخصی از اکسیژن در خون نیاز دارد و آن را پایش و تنظیم می‌کند. سطح اشباع اکسیژن خون شریانی طبیعی در انسان ۹۵ تا ۱۰۰ درصد است. اگر سطح آن زیر ۹۰ درصد باشد، پایین در نظر گرفته می‌شود و هیپوکسمی نامیده می‌شود. سطح اکسیژن خون شریانی زیر ۸۰ درصد ممکن است عملکرد اندام‌هایی مانند مغز و قلب را به خطر بیندازد و باید به سرعت مورد توجه قرار گیرد. ادامه سطوح پایین اکسیژن ممکن است منجر به ایست تنفسی یا قلبی شود. ممکن است از اکسیژن درمانی برای کمک به افزایش سطح اکسیژن خون استفاده شود. اکسیژن رسانی زمانی رخ می‌دهد که مولکول‌های اکسیژن (O2) وارد بافت‌های بدن شود. به عنوان مثال، خون در ریه‌ها اکسیژن‌دار می‌شود، جایی که مولکول‌های اکسیژن از هوا و وارد خون می‌شوند. اکسیژن رسانی معمولاً برای اشاره به اشباع اکسیژن پزشکی استفاده می‌شود.

## فیزیولوژی
بدن در بیش‌تر موارد توسط فرآیندهای شیمیایی متابولیسم هوازی مرتبط با تنفس، سطح پایداری از سیرش اکسیژن را حفظ می‌کند. با استفاده از سیستم تنفسی، گلبول‌های قرمز خون، به‌ویژه هموگلوبین، اکسیژن را در ریه‌ها جمع‌آوری کرده و آن را در بقیه بدن توزیع می‌کنند. نیازهای بدن به اکسیژن خون ممکن است در نوسان باشد، مانند هنگام ورزش، زمانی که به اکسیژن بیشتری نیاز است یا زمانی که در ارتفاعات زندگی می‌کنید. گفته می‌شود که یک سلول خونی زمانی که مقدار طبیعی اکسیژن را حمل می‌کند اشباع یا سیرشده می‌شود. سطوح خیلی زیاد و خیلی کم می‌تواند اثرات نامطلوبی بر بدن داشته باشد.

## اندازه‌گیری
مقدار SaO2 (اشباع اکسیژن شریانی، همان‌طور که با آزمایش گاز خون شریانی تعیین می‌شود) کمتر از ۹۰ درصد نشان‌دهنده هیپوکسمی (که همچنین می‌تواند ناشی از کم خونی باشد) است. هیپوکسمی ناشی از SaO2 کم با سیانوز نشان داده می‌شود. سیرش اکسیژن را می‌توان در بافت‌های گوناگون اندازه‌گیری کرد:
سیرش اکسیژن وریدی (SvO2) درصدی از هموگلوبین اکسیژن‌دار است که به سمت راست قلب بازمی‌گردد. می‌توان آن را اندازه‌گیری کرد تا ببیند آیا اکسیژن رسانی به نیازهای بافت‌ها پاسخ می‌دهد یا خیر. SvO2 معمولاً میان ۶۰ تا ۸۰ درصد متغیر است. مقدار کمتر نشان می‌دهد که بدن کمبود اکسیژن دارد و بیماری‌های ایسکمیک رخ می‌دهد. این اندازه‌گیری اغلب تحت درمان با دستگاه ریه قلب (گردش خون خارج از بدن) استفاده می‌شود و می‌تواند به پزشک پرفیوژنیست تصور کند که بیمار برای سالم ماندن به چه مقدار جریان نیاز دارد.
سیرش اکسیژن بافت (StO2) را می‌توان با طیف‌سنجی فروسرخ نزدیک اندازه‌گیری کرد. اگرچه اندازه‌گیری‌ها هنوز به‌طور گسترده مورد بحث قرار می‌گیرند، اما ایده‌ای از اکسیژن‌رسانی بافت در شرایط گوناگون به دست می‌دهند.
سیرش اکسیژن محیطی (SpO2) تخمینی از سطح اشباع اکسیژن است که معمولاً با دستگاه پالس اکسیمتر اندازه‌گیری می‌شود. با پالس اکسیمتری مطابق فرمول
{\displaystyle {\ce {SpO_2}}={\frac {{\ce {HbO2}}}{{\ce {{HbO2}+Hb}}}}} به دست می‌آید که در آن HbO2 هموگلوبین اکسیژن دار (اکسی هموگلوبین) و Hb هموگلوبین بدون اکسیژن است.

## اهمیت پزشکی
افراد سالم در سطح دریا معمولاً مقادیر اشباع اکسیژن را میان ۹۶٪ تا ۹۹٪ نشان می‌دهند و باید بالای ۹۴٪ باشد. در ارتفاع ۱۶۰۰ متری (حدود یک مایل ارتفاع) اشباع اکسیژن باید بالای ۹۲ درصد باشد.
مقدار SaO2 (اشباع اکسیژن شریانی) کمتر از ۹۰ درصد باعث هیپوکسی (که همچنین می‌تواند ناشی از کم‌خونی باشد) می‌شود. هیپوکسی ناشی از SaO2 کم با سیانوز نشان داده می‌شود، اما اشباع اکسیژن مستقیماً اکسیژن رسانی بافت را منعکس نمی‌کند. میل هموگلوبین به اکسیژن ممکن است باعث اختلال یا افزایش ترشح اکسیژن در سطح بافت شود. هنگامی که pH کاهش می‌یابد، دمای بدن افزایش می‌یابد، فشار جزئی دی‌اکسید کربن (PaCO2) افزایش می‌یابد، و سطح ۲،3-DPG (یک) محصول جانبی متابولیسم گلوکز نیز در فرآورده‌های خونی ذخیره شده وجود دارد) افزایش می‌یابد. هنگامی که هموگلوبین تمایل بیشتری به اکسیژن داشته باشد، کمتر در دسترس بافت‌ها قرار می‌گیرد. شرایطی مانند افزایش pH، کاهش دما، کاهش PaCO2 و کاهش 2,3-DPG باعث افزایش اتصال اکسیژن به هموگلوبین و محدود شدن آزاد شدن آن به بافت می‌شود.